# Sala (Verlag)

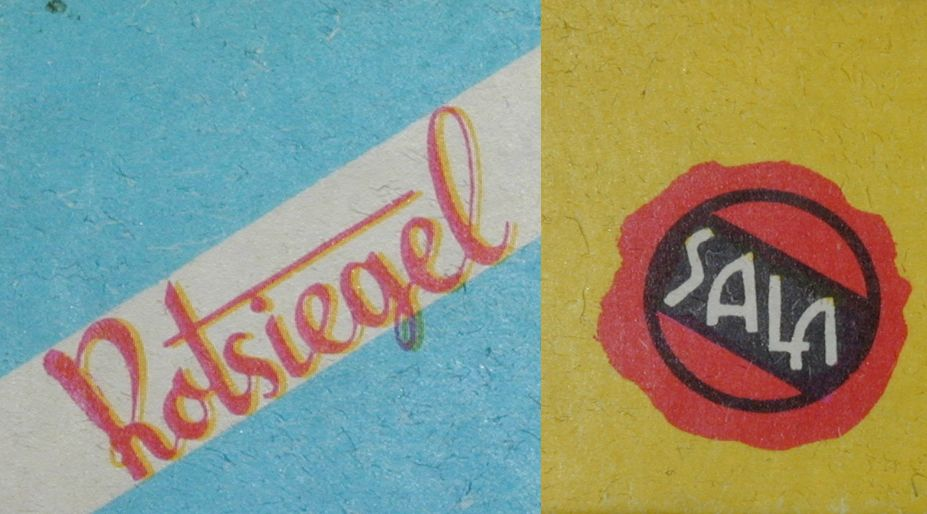
Logo des Sala-Verlags in den 1960er Jahren

Der SALA-Verlag, auch genannt Verlag der Rotsiegelspiele, wurde als Luxuspapierfabrik im Jahr 1845 von Antonio Pietro Vinzenz Sala in Berlin gegründet. Schon 10 Jahre später wurde diese erweitert durch die Gründung einer lithographischen Kunst- und Prägeanstalt.

## Geschichte
Antonio Pietro Vinzenz Sala profitierte nicht nur von der allgemeinen Bevölkerungszunahme, sondern auch von der Zunahme des Eisenbahn- und Schiffsverkehrs, der es ihm ermöglichte, seine Waren leichter ins Ausland zu versenden. Er war sehr daran interessiert, den pädagogischen Wert seiner Spielzeuge und Spiele zu erforschen, und arbeitete schon früh mit Friedrich Fröbel zusammen, der ihn bei der Herstellung von pädagogischen und entwicklungsfördernden Spielen beriet.
Sein Sohn Fortunato erweiterte das Geschäft 1882 mit der Gründung der „Fabrik Fröbelscher Lehrmittel und Spiele“, der Focus des Unternehmens lag auf hohem Preis bei hoher Qualität. Der Begriff „Spiel“ wurde nun zum ersten Mal in den Firmennamen aufgenommen. Auch Antonios zweiter Sohn Adolf gründete 1908 eine eigene Firma, die A. Sala Lithographische Anstalt und Buchbinderei, mit der Spezialität von Gesellschafts- und Beschäftigungsspielen. Fortunato und Adolf Sala waren beide Inhaber.
Zuvor bestand das Logo aus einem überkrönten Band in Kreisform mit den ineinandergeschlungenen Buchstaben „AS“ in der Mitte. Ab 1908 wurde dies geändert auf ein feuerrotes Siegel mit der Inschrift „Sala Spiele mit Rotsiegel“, nach 1927 dann nur noch mit dem Namen „SALA“ bis zum Anfang der 1990er Jahre, oft mit dem Label „Rotsiegel“ (Verlag der Rotsiegelspiele) ergänzt.
Im und nach dem Ersten Weltkrieg bis zum Zweiten Weltkrieg führte der wirtschaftliche Absturz zu einer geringeren Qualität und Auflage von Kopien und, wie in anderen deutschen Unternehmen, „Nazispielthemen“. Nach dem Zweiten Weltkrieg wurde die Produktion zur Firma Schwerdtle & Schantz, Berlin ausgelagert, schließlich wurde die Firma Sala Anfang 1990 ganz an Schwerdtle & Schantz verkauft.
1992 erfolgte eine Umbenennung von Sala in Salaspiele; dabei wurden Teile des Spielprogramms von Hexagames übernommen. Der Vertrieb von Salaspiele lief ab 1993 über Fun Connection, ein Jahr später verschwand das Logo Salaspiele vom Markt. 1995 übernahm Schwerdtle & Schantz die Firma Fun Connection und wurde selbst 1998 an die Gundlach-Gruppe-verkauft.